# 처칠 브라더스 SC
처칠 브라더스 FC 고아(Churchill Brothers Sports Club), 약칭 처칠 브라더스 SC(Churchill Brothers SC)는 인도 고아 주 살세테를 연고로 하는 축구 클럽으로, 현재 I-리그에서 활동하고 있다.

## 성적
- I-리그: 우승 1회 (2009)
- 듀랜드 컵: 우승 2회 (2007, 2009)
- IFA 쉴드: 우승 1회 (2009)

## 선수 명단

### 현역
- 오가나 루이스(2023 ~ )
- 치카 아주루
- 압두 카림 삼브
- 마르틴 차베스(2023 ~ )

## 역대 감독
| 감독                  | 임기   |
| --------------------- | ------ |
| 디미트리스 데메트리오 | 2024 ~ |